# Aggayú
| Farben | Rot |
| Zahlen | 9   |

Aggayú (Aganjú, Argayú) gilt in der Religion der Yoruba als Vater oder Bruder von Changó. Ihm gehören die Vulkane und das wilde, unerschlossene Land, die Steppe. Er ist der archaische Fährmann, der den Menschen durch harte Lebensphasen trägt.